# 78. вечити дерби у фудбалу
78. вечити дерби у фудбалу је фудбалска утакмица одиграна у Београду 15. марта 1986. године, између Црвене звезде и Партизана. Утакмица се завршила резултатом 2 : 1 (0 : 0) за Црвену звезду.